# Kurt Barthel
Kurt Barthel född 1884, död 1969, var en tidig aktivist inom nudiströrelsen, först i hemlandet Tyskland och därefter i USA dit han emigrerade. Han grundade American League for Physical Culture 1929 och tre år senare även USA:s första officiella nudistpark, Sky Farm i New Jersey.